# 阿爾博格訥河
阿爾博格訥河是瑞士的河流，位於該國西部，流經弗里堡州和沃州，屬於布羅耶河的右支流，河道全長31公里，流域面積72.2平方公里。